# Åtvidabergs FF 2010
Fotbollsallsvenskan 2010 är Åtvidabergs FF 16:e säsong i Fotbollsallsvenskan. Under säsongen spelade laget även i Svenska Cupen där de åkte ut i omgång tre, efter förlust mot Jönköpings Södra IF.
Åtvidabergs första allsvenska säsong sedan 1982 inleddes den 15 mars 2010 med en förlust borta mot Örebro SK. Första vinsten kom först i omgång åtta då man lyckades besegra IFK Göteborg med 2-1.
Efter Allsvenskans sista omgång stod det klart att Åtvidabergs FF åkt ur Allsvenskan efter att ha hamnat på 15:e plats i serien.

## Transaktioner
Inför Åtvidabergs säsong 2010 förnyade klubben kontrakten med bland andra målvakten Henrik Gustavsson, anfallaren Oscar Möller och mittfältarna Kristian Bergström och Haris Radetinac. Klubbens första nyförvärv bekräftades den 17 december 2009 genom Åtvidabergs officiella webbplats, Nigerianen Etuwe Prince Eboagwu som närmast kom från den thailändska klubben Dong Tam Long Am och skrivit på för två år.
Man gjorde senare också klart med Christoffer Karlsson, som har Åtvidaberg som moderklubb, han skrev på för två år och kom från Djurgårdens IF. 19 januari skrev klubben ett ett-årskontrakt med den finska landslagsanfallaren Paulus Roiha. Efter drygt halva säsongen, i juli, lånade man in den norske anfallaren Glenn Roberts från Aalesunds FK och bara dagar senare gjorde man klart med den norske backen Steinar Strømnes. Strømnes skrev på för två år och kom närmast från den norska klubben FK Lyn, som just hade gått i konkurs.

### Nyförvärv
| Datum:           | Position: | Spelare:             | Kontrakt:  | Kom från:        | Källa: |
| ---------------- | --------- | -------------------- | ---------- | ---------------- | ------ |
| 17 december 2009 | Forward   | Etuwe Prince Eboagwu | 2 år       | Dong Tam Long Am | [ 1 ]  |
| 17 december 2009 | Målvakt   | Gustav Jansson       |            | Värmbols FC      | [ 2 ]  |
| 14 januari 2010  | Mittfält  | Christoffer Karlsson | 2 år       | Djurgårdens IF   | [ 3 ]  |
| 19 januari 2010  | Anfall    | Paulus Roiha         | 1 år       | HJK Helsingfors  | [ 4 ]  |
| 9 juli 2010      | Anfall    | Glenn Roberts        | 1 år (lån) | Aalesunds FK     | [ 5 ]  |
| 12 juli 2010     | Back      | Steinar Strømnes     | 2 år       | FK Lyn           | [ 6 ]  |

| Datum:          | Position: | Spelare:            | Kontrakt: | Källa: |
| --------------- | --------- | ------------------- | --------- | ------ |
| 6 november -09  | Forward   | Oscar Möller        | 2 år      | [ 7 ]  |
| 11 november -09 | Back      | Daniel Hallingström | 2 år      | [ 8 ]  |
| 19 november -09 | Mittfält  | Pontus Karlsson     | 2 år      | [ 9 ]  |
| 29 november -09 | Målvakt   | Henrik Gustavsson   | 2 år      | [ 10 ] |
| 11 december -09 | Back      | Jesper Arvidsson    | 1 år      | [ 11 ] |
| 21 december -09 | Back      | Erik Moberg         | 2 år      | [ 12 ] |
| 26 januari -10  | Mittfält  | Kristian Bergström  | 1 år      | [ 13 ] |
| 16 mars -10     | Mittfält  | Haris Radetinac     | 1 år      | [ 14 ] |
| 16 mars -10     | Back      | Anton Tinnerholm    | 1 år      | [ 14 ] |
| 27 april -10    | Anfall    | Viktor Prodell      | 2 år      | [ 15 ] |
| 4 augusti -10   | Back      | Alberis da Silva    | 1 år      | [ 16 ] |

| Position: | Spelare:        | Ny klubb:          |
| --------- | --------------- | ------------------ |
| Mittfält  | Daniel Lunqvist | Motala AIF         |
| Back      | Felix Ahlström  | BK Kenty           |
|           | Martin Eriksson |                    |
| Tränare   | Daniel Wiklund  | Eskilstuna City FK |

## Allsvenskan

### Tabell
| Nr | Lag               | S  | V  | O  | F  | GM | IM | MS  | P  |
| -- | ----------------- | -- | -- | -- | -- | -- | -- | --- | -- |
| 1  | Malmö FF          | 30 | 21 | 4  | 5  | 59 | 24 | +35 | 67 |
| 2  | Helsingborgs IF   | 30 | 20 | 5  | 5  | 49 | 26 | +23 | 65 |
| 3  | Örebro SK         | 30 | 16 | 4  | 10 | 40 | 30 | +10 | 52 |
| 4  | IF Elfsborg       | 30 | 12 | 11 | 7  | 55 | 40 | +15 | 47 |
| 5  | Trelleborgs FF    | 30 | 13 | 5  | 12 | 39 | 42 | −3  | 44 |
| 6  | Mjällby AIF       | 30 | 11 | 10 | 9  | 36 | 29 | +7  | 43 |
| 7  | IFK Göteborg      | 30 | 10 | 10 | 10 | 42 | 29 | +13 | 40 |
| 8  | BK Häcken         | 30 | 11 | 7  | 12 | 40 | 42 | −2  | 40 |
| 9  | Kalmar FF         | 30 | 10 | 10 | 10 | 36 | 38 | −2  | 40 |
| 10 | Djurgårdens IF    | 30 | 11 | 7  | 12 | 35 | 42 | −7  | 40 |
| 11 | AIK               | 30 | 10 | 5  | 15 | 29 | 36 | −7  | 35 |
| 12 | Halmstads BK      | 30 | 10 | 5  | 15 | 31 | 42 | −11 | 35 |
| 13 | GAIS              | 30 | 8  | 8  | 14 | 24 | 35 | −11 | 32 |
| 14 | Gefle IF          | 30 | 7  | 8  | 15 | 31 | 46 | −15 | 29 |
| 15 | Åtvidabergs FF    | 30 | 7  | 8  | 15 | 32 | 51 | −19 | 29 |
| 16 | IF Brommapojkarna | 30 | 6  | 7  | 17 | 20 | 48 | −28 | 25 |

### Matchresultat
| Nr | Datum:            | Hemmalag:         | Resultat: | Bortalag:         | Publik: | Arena:                  | Protokoll: | Poäng: | Ref: |
| -- | ----------------- | ----------------- | --------- | ----------------- | ------- | ----------------------- | ---------- | ------ | ---- |
| 1  | 15 mars 2010      | Örebro SK         | 2 - 0     | Åtvidabergs FF    | 6 094   | Behrn Arena             | 0-0-1      | 0      |      |
| 2  | 22 mars 2010      | Åtvidabergs FF    | 0 - 1     | Gefle IF          | 2 304   | Kopparvallen            | 0-0-2      | 0      |      |
| 3  | 28 mars 2010      | Halmstads BK      | 4 - 0     | Åtvidabergs FF    | 2 878   | Örjans Vall             | 0-0-3      | 0      |      |
| 4  | 6 april 2010      | Åtvidabergs FF    | 0 - 0     | Kalmar FF         | 3 035   | Kopparvallen            | 0-1-3      | 1      |      |
| 5  | 10 april 2010     | BK Häcken         | 0 - 0     | Åtvidabergs FF    | 2 039   | Rambergsvallen          | 0-2-3      | 2      |      |
| 6  | 14 april 2010     | Åtvidabergs FF    | 0 - 3     | Helsingborgs IF   | 3 294   | Kopparvallen            | 0-2-4      | 2      |      |
| 7  | 20 april 2010     | Djurgårdens IF    | 2 - 1     | Åtvidabergs FF    | 5 403   | Stockholms Stadion      | 0-2-5      | 2      |      |
| 8  | 24 april 2010     | Åtvidabergs FF    | 2 - 1     | IFK Göteborg      | 5 785   | Kopparvallen            | 1-2-5      | 5      |      |
| 9  | 29 april 2010     | Trelleborgs FF    | 0 - 3     | Åtvidabergs FF    | 2 295   | Vångavallen             | 2-2-5      | 8      |      |
| 10 | 2 maj 2010        | Åtvidabergs FF    | 1 - 1     | IF Elfsborg       | 4 342   | Kopparvallen            | 2-3-5      | 9      |      |
| 11 | 5 maj 2010        | Åtvidabergs FF    | 4 - 1     | IF Brommapojkarna | 2 647   | Kopparvallen            | 3-3-5      | 12     |      |
| 12 | 8 maj 2010        | Malmö FF          | 3 - 1     | Åtvidabergs FF    | 9 346   | Swedbank Stadion        | 3-3-6      | 12     |      |
| 13 | 17 maj 2010       | AIK               | 4 - 1     | Åtvidabergs FF    | 21 084  | Råsunda Fotbollsstadion | 3-3-7      | 12     |      |
| 14 | 22 maj 2010       | Åtvidabergs FF    | 1 - 2     | Mjällby AIF       | 2 416   | Kopparvallen            | 3-3-8      | 12     |      |
| 15 | 18 juli 2010      | GAIS              | 0 - 0     | Åtvidabergs FF    | 3 473   | Gamla Ullevi            | 3-4-8      | 13     |      |
| 16 | 24 juli 2010      | Åtvidabergs FF    | 0 - 1     | GAIS              | 3 033   | Kopparvallen            | 3-4-9      | 13     |      |
| 17 | 2 augusti 2010    | Åtvidabergs FF    | 0 - 2     | Örebro SK         | 4 345   | Kopparvallen            | 3-4-10     | 13     |      |
| 18 | 8 augusti 2010    | Gefle IF          | 4 - 2     | Åtvidabergs FF    | 3 227   | Strömvallen             | 3-4-11     | 13     |      |
| 19 | 16 augusti 2010   | Åtvidabergs FF    | 1 - 1     | Halmstads BK      | 2 425   | Kopparvallen            | 3-5-11     | 14     |      |
| 20 | 22 augusti 2010   | Kalmar FF         | 1 - 2     | Åtvidabergs FF    | 3 611   | Fredriksskans IP        | 4-5-11     | 17     |      |
| 21 | 28 augusti 2010   | IF Brommapojkarna | 0 - 2     | Åtvidabergs FF    | 1 876   | Grimsta IP              | 5-5-11     | 20     |      |
| 22 | 11 september 2010 | Åtvidabergs FF    | 3 - 3     | Malmö FF          | 7 130   | Kopparvallen            | 5-6-11     | 21     |      |
| 23 | 15 september 2010 | Åtvidabergs FF    | 2 - 1     | Djurgårdens IF    | 4 505   | Kopparvallen            | 6-6-11     | 24     |      |
| 24 | 19 september 2010 | IFK Göteborg      | 3 - 0     | Åtvidabergs FF    | 7 457   | Gamla Ullevi            | 6-6-12     | 24     |      |
| 25 | 28 september 2010 | Åtvidabergs FF    | 3 - 1     | Trelleborgs FF    | 3 997   | Kopparvallen            | 7-6-12     | 27     |      |
| 26 | 3 oktober 2010    | IF Elfsborg       | 4 - 1     | Åtvidabergs FF    | 9 986   | Borås Arena             | 7-6-13     | 27     |      |
| 27 | 17 oktober 2010   | Åtvidabergs FF    | 0 - 0     | BK Häcken         | 4 497   | Kopparvallen            | 7-7-13     | 28     |      |
| 28 | 24 oktober 2010   | Helsingborgs IF   | 3 - 0     | Åtvidabergs FF    | 9 200   | Olympia                 | 7-7-14     | 28     |      |
| 29 | 1 november 2010   | Mjällby AIF       | 2 - 1     | Åtvidabergs FF    | 2 319   | Strandvallen            | 7-7-15     | 28     |      |
| 30 | 7 november 2010   | Åtvidabergs FF    | 1 - 1     | AIK               | 5 687   | Kopparvallen            | 7-8-15     | 29     |      |

## Svenska Cupen
Åtvidabergs FF gick in i Svenska Cupen i den tredje omgången den 19 maj 2010 mot Superettanlaget Jönköpings Södra IF. ÅFF ställde upp med ett reservbetonat lag och efter halvtid var ställningen mållös. I den andra halvleken tog Jönköpingslaget ledningen och Åtvidaberg lyckades kvittera först i den 87:e minuten, genom Daniel Swärdh. Matchen gick sedan till förlängning där till slut Jönköpings Södra vann.

### Matchresultat
| Nr     | Datum:      | Hemmalag:           | Resultat: | Bortalag:      | Publik: | Arena:           | Ref: |
| ------ | ----------- | ------------------- | --------- | -------------- | ------- | ---------------- | ---- |
| Omg. 3 | 19 maj 2010 | Jönköpings Södra IF | 2 - 1     | Åtvidabergs FF | 475     | Stadsparksvallen |      |

## Trupp och statistik
Notera: SM = Spelade matcher; GM = Gjorda mål
| Nr | Pos.     | Namn                 | SM          | GM          | SM            | GM            |      |      |
| Nr | Pos.     | Namn                 | Allsvenskan | Allsvenskan | Svenska Cupen | Svenska Cupen | Kort | Kort |
| -- | -------- | -------------------- | ----------- | ----------- | ------------- | ------------- | ---- | ---- |
| 22 | Anfall   | Paulus Roiha         | 28          | 7           | -             | -             | 3    | 0    |
| 17 | Anfall   | Oscar Möller         | 27          | 6           | -             | -             | 0    | 0    |
| 18 | Back     | Jesper Arvidsson     | 28          | 4           | -             | -             | 6    | 0    |
| 25 | Anfall   | Etuwe Prince Eboagwu | 17          | 3           | 1             | 0             | 7    | 0    |
| 11 | Mittfält | Haris Radetinac      | 30          | 3           | -             | -             | 1    | 0    |
| 19 | Mittfält | Amir Suljic          | 20          | 2           | 1             | 0             | 0    | 0    |
| 7  | Mittfält | Kristian Bergström   | 29          | 2           | -             | -             | 2    | 0    |
| 24 | Anfall   | Glenn Roberts        | 13          | 1           | -             | -             | 2    | 0    |
| 8  | Forward  | Viktor Prodell       | 26          | 2           | -             | -             | 0    | 0    |
| 3  | Back     | Erik Moberg          | 29          | 1           | -             | -             | 2    | 0    |
| 16 | Anfall   | Daniel Swärd         | 1           | 0           | 1             | 1             | 0    | 0    |
| 23 | Back     | Anton Tinnerholm     | 2           | 0           | 1             | 0             | 0    | 0    |
| 15 | Mittfält | Emil Herge           | 3           | 0           | 1             | 0             | 0    | 0    |
| 6  | Forward  | Dejan Doslic         | 7           | 0           | 1             | 0             | 0    | 0    |
| 2  | Back     | Steinar Strömsnes    | 11          | 0           | -             | -             | 0    | 0    |
| 14 | Back     | Johan Niklasson      | 9           | 0           | 1             | 0             | 4    | 0    |
| 10 | Mittfält | Pontus Karlsson      | 12          | 0           | 1             | 0             | 0    | 0    |
| 12 | Mittfält | Bruno Manoel Marinho | 19          | 0           | 1             | 0             | 3    | 0    |
| 9  | Mittfält | Christoffer Karlsson | 23          | 0           | 1             | 0             | 5    | 0    |
| 13 | Back     | Alberis da Silva     | 24          | 0           | 1             | 0             | 8    | 0    |
| 5  | Back     | Daniel Hallingström  | 28          | 0           | -             | -             | 5    | 0    |
| 1  | Målvakt  | Henrik Gustavsson    | 30          | 0           | -             | -             | 0    | 0    |
| 20 | Målvakt  | Gustav Jansson       | -           | -           | 1             | 0             | 0    | 0    |
| -  | Back     | Andreas Johansson    | -           | -           | 1             | 0             | 0    | 0    |
| 21 | Mittfält | Axel Konradsson      | -           | -           | 1             | 0             | 0    | 0    |
| 30 | Målvakt  | Bill Halvorsen       | -           | -           | -             | -             | -    | -    |
| 4  | Back     | Eric Jangholm Melin  | -           | -           | -             | -             | -    | -    |

### Vanligaste startelvan
Åtvidaberg har oftast använt sig av spelsystemet 4-5-1, som ofta beskrivs som ett väldigt defensivt spelsystem.
Målvakten Henrik Gustavsson och mittfältaren Haris Radetinac är de enda spelarna i Åtvidabergs trupp som har fått starta i varenda match. Gustavsson är dock ensam om att ha startat varje match på samma position.
| Pos. | Nr | Namn                  |
| ---- | -- | --------------------- |
| MV   | 1  | Henrik Gustavsson (c) |
| MB   | 14 | Daniel Hallingström   |
| HB   | 3  | Erik Moberg           |
| MB   | 13 | Alberis da Silva      |
| VB   | 18 | Jesper Arvidsson      |
| HM   | 11 | Haris Radetinac       |
| DM   | 12 | Bruno Manoel Marinho  |
| OM   | 7  | Kristian Bergström    |
| DM   | 9  | Christoffer Karlsson  |
| VM   | 17 | Oscar Möller          |
| A    | 22 | Paulus Roiha          |